# Agnarr Geirröðsson
Agnarr Geirröðsson és el fill del rei Geirröd —en nòrdic antic Geirröðr— la mitologia nòrdica. S'esmenta en el poema «Grímnismál» de l'Edda poètica, obra compilada per Snorri Sturlusonen en el segle xiii a partir fonts tradicionals més antigues. Segons «Grímnismál», el petit Agnarr ajuda al déu Odin, disfressat com a Grímnir, a escapar de Geirröd, que el volia torturar.